# Kościół św. Józefa Robotnika w Młoszowej
Kościół św. Józefa Robotnika – rzymskokatolicki kościół parafialny, znajdujący się w miejscowości Młoszowa, w gminie Trzebinia województwa małopolskiego.
Parafia w Młoszowej została erygowana w 1986 roku. W 1983 rozpoczęto budowę kościoła. Został konsekrowany przez ks. kardynała Franciszka Macharskiego 3 grudnia 2000 roku.
Jednonawową świątynię z charakterystyczną wieżą-dzwonnicą zbudowano w centrum miejscowości.

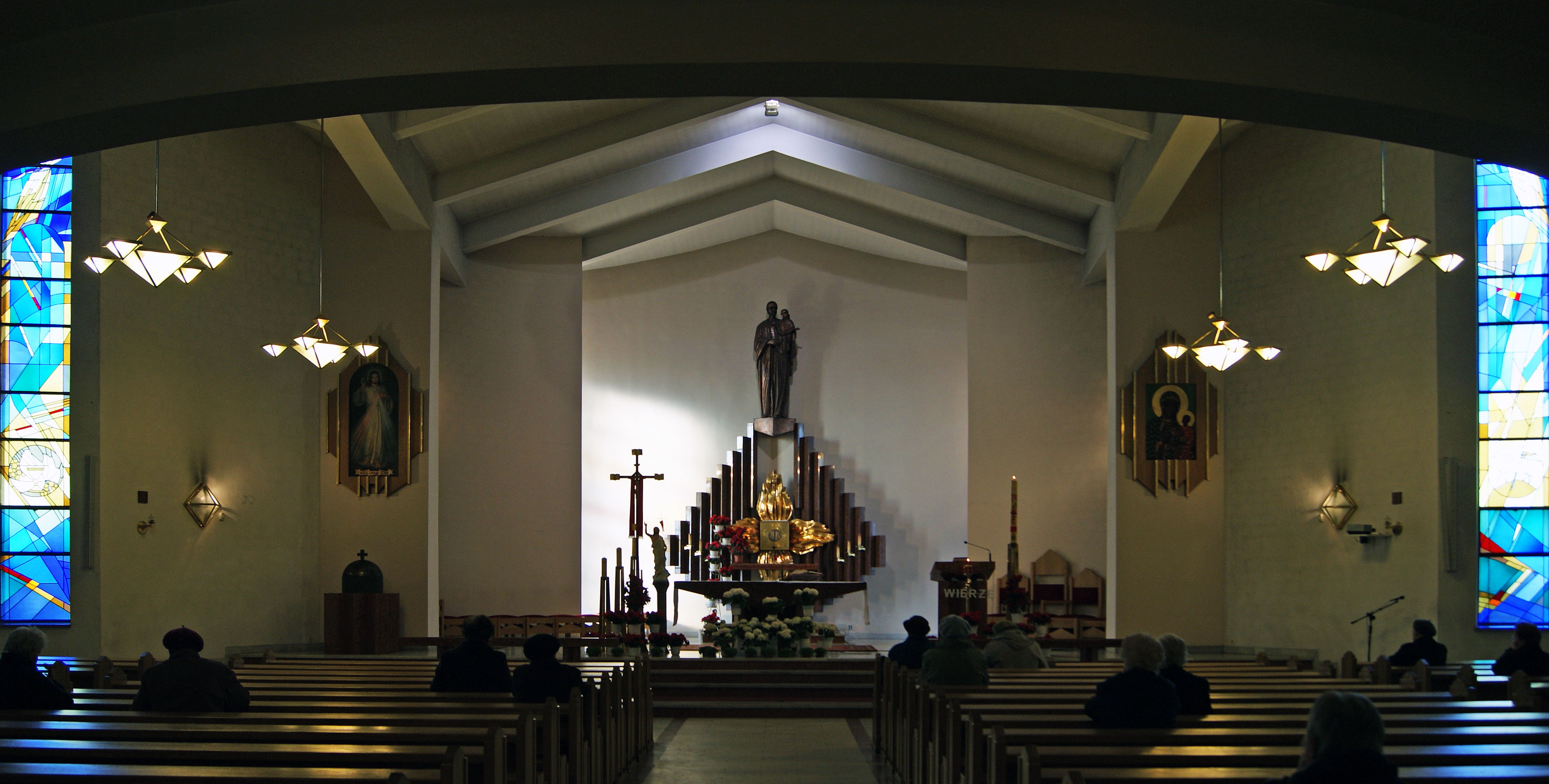
Wnętrze kościoła